# Берег любові (роман)
«Берег любові» — роман українського письменника Олеся Гончара. Написаний в 1975–1976.

## Місце дії і герої
Дія в романі розгортається на півдні України. В центрі розповіді — доля старого майстра вузлов'яза з вітрильника «Оріон» (існує реальне вітрильне судно «Товариш») Андрона Ягнича, його юної племінниці медсестри Інни Ягнич, історія її любові.
Життя на сторінках «Берега любові» постає хоч і в романтичному осяянні, але корені його земні, реальні. Починаючи від невтішної картини запалу хлібів, крилатого лету «Оріона», монументальних образів Ягнича й Чередниченка, світлої, золотистої постаті Інни й до трагедії сім'ї Веремієнків — все це взято з реального буття степовиків, котрі пізнають у романі і свої краї (Кураївка нагадує Чулаківку в пониззі Дніпра), і своїх земляків.